# James Heisig
James W. Heisig (Boston, 1947) es un filósofo que se especializa en el campo de la filosofía de la religión. Ha publicado varios libros, entre los temas que van desde la noción de Dios en la psicología de Jung, la Escuela de Filosofía de Kioto, hasta la fe interreligiosa contemporánea. En la actualidad reside en Nagoya, Japón, donde sigue llevando a cabo investigaciones en el Instituto Nanzan de Religión y Cultura desde 1979 como miembro permanente. Durante los años que ha pasado en el marco del Instituto, del que fue director entre los años 1991 y 2001, ha trabajado activamente para fomentar el diálogo entre religiones y filosofías de Oriente y Occidente, tanto en Japón como en todo el este asiático. También es famoso entre los estudiantes de los idiomas japonés y chino por sus libros Remembering the Kanji y Remembering the Hanzi, traducidos al español por Marc Bernabé y Verònica Calafell como Kanji para recordar y Hanzi para recordar respectivamente.

## Libros
- La serie de Remembering the Kanji (1977, 1987, 1994)
- Remembering the Kana
- Heisig, James y Timothy Richardson, Remembering Simplified Hanzi 1. University of Hawaii Press, Honolulu (2009).
- Imago Dei: A Study of C. G. Jung's Psychology of Religion (Studies in Jungian thought) (1979)
- Philosophers of Nothingness: An Essay on the Kyoto School (Nanzan Library of Asian Religion and Culture) (2001)
- Heisig's profile page

- Datos: Q3806606